# همسفر (فیلم ۲۰۱۹)
همسفر (به تلگو: Majili) یا بخشی از یک سفر (به انگلیسی: A part of a journey) فیلمی هندی محصول سال ۲۰۱۹ و به کارگردانی شیوا نیروانا است. در این فیلم بازیگرانی همچون نگا چایتانیا، سامانتا روت پرابو، دیویانشا کایوشک و آتول کولکارنی ایفای نقش کرده‌اند.